# Gheorghe Váczi
Gheorghe Váczi (n. 4 august 1922, Mediaș, Sibiu, România – d. 16 octombrie 2006, Arad, România) a fost un fotbalist român de etnie maghiară. A fost golgheter în sezoanele de Divizia A 1948-1949 cu 24 de goluri și Divizia A 1951 cu 23 de goluri.

## Istoric

### La echipa de club
- Total meciuri jucate în Prima Ligă a României: 194 meciuri – 126 goluri.
- Total meciuri jucate în Prima Divizie Maghiară: 48 meciuri – 26 goluri.

### În echipa națională
Între 1947 și 1953 a jucat de 11 ori în echipa națională a României, pentru care a marcat opt goluri. România B: 3 meciuri – 1 gol.

## Palmares
- Campionatul Ungariei
  - 3.: 1943–44
- Campionatul Austriei
  - 3.: 1945–46
- Campionatul României
  - campion: 1948–49, 1954
  - 3: 1951, 1953
  - cel mai bun marcator: 1948–49, 1951
- Cupa României
  - Câștigător: 1953